# ديربي الدار البيضاء
ديربي الدار البيضاء هي المباراة التي تجمع بين ناديي نادي الوداد الرياضي ونادي الرجاء الرياضي، ويصنف حاليا من أفضل الديربيات في العالم وأفضل مرتبة إحتلها المرتبة 6، تُقام مباراة الديربي في ملعب محمد الخامس بمدينة الدار البيضاء.

## تاريخ المواجهات في الدوري المغربي
تواجه الناديان في الدوري المغربي 138 مرة. فاز الرجاء في 38 مباراة، بينما فاز الوداد في 34 مباراة، وانتهت 66 مباراة بالتعادل. سجل نادي الرجاء في مرمى الوداد 120 هدفاً، بينما سجل الوداد 110 أهداف.

## تاريخ المواجهات في كأس العرش
التقى الناديان في كأس العرش 16 مرة. فاز الرجاء في 7 مباريات والوداد في 6 وانتهت 3 مباريات بالتعادل، سجل الرجاء 20 هدفاً بينما سجل الوداد 17 هدفاً. وتعتبر نتيجة 5-1 التي فاز بها الرجاء أكبر نتيجة في تاريخ المواجهات الرسمية.

## إحصائيات

### في مجمل المسابقات
| المسابقة        | فوز الوداد | تعادل | فوز الرجاء | المجموع |  | أهداف الوداد | أهداف الرجاء |
| --------------- | ---------- | ----- | ---------- | ------- |  | ------------ | ------------ |
| الدوري المغربي  | 34         | 66    | 38         | 138     |  | 110          | 120          |
| كأس العرش       | 6          | 3     | 7          | 16      |  | 17           | 20           |
| البطولة العربية | 0          | 2     | 0          | 2       |  | 5            | 5            |
| المجموع         | 40         | 71    | 45         | 156     |  | 132          | 145          |

## إحصائيات عن الألقاب
استناداً إلى الجدول أسفله، نجد أن الوداد متفوق على الرجاء في مجموع عدد الألقاب حيث للوداد أزيد من 50 بطولة، بينما لكل منهما 3 ألقاب لدوري أبطال إفريقيا.
| الفريق         | البطولات المحلية | البطولات القارية | أخرى | المجموع |
| -------------- | ---------------- | ---------------- | ---- | ------- |
| الوداد الرياضي | 38               | 6                | 10   | 54      |
| الرجاء الرياضي | 22               | 9                | 3    | 34      |
| المجموع        | 59               | 15               | 13   | 88      |

## نجوم الديربي
يعتبر نجم نادي الرجاء البيضاوي سعيد غاندي الهداف التاريخي للديربي بـ7 أهداف بينما يعتبر محمد بنشريفة أكثر لاعب ودادي سجل في الديربي بـ4 أهداف. أما اللاعب الأكثر مشاركة فهو لاعب الرجاء محمد أولحاج بـ21 مباراة، ومن جانب الوداد نجد الحارس المخضرم نادر المياغري الذي شارك في 19 ديربي.

## حول المنافسة

### ملعب المنافسة

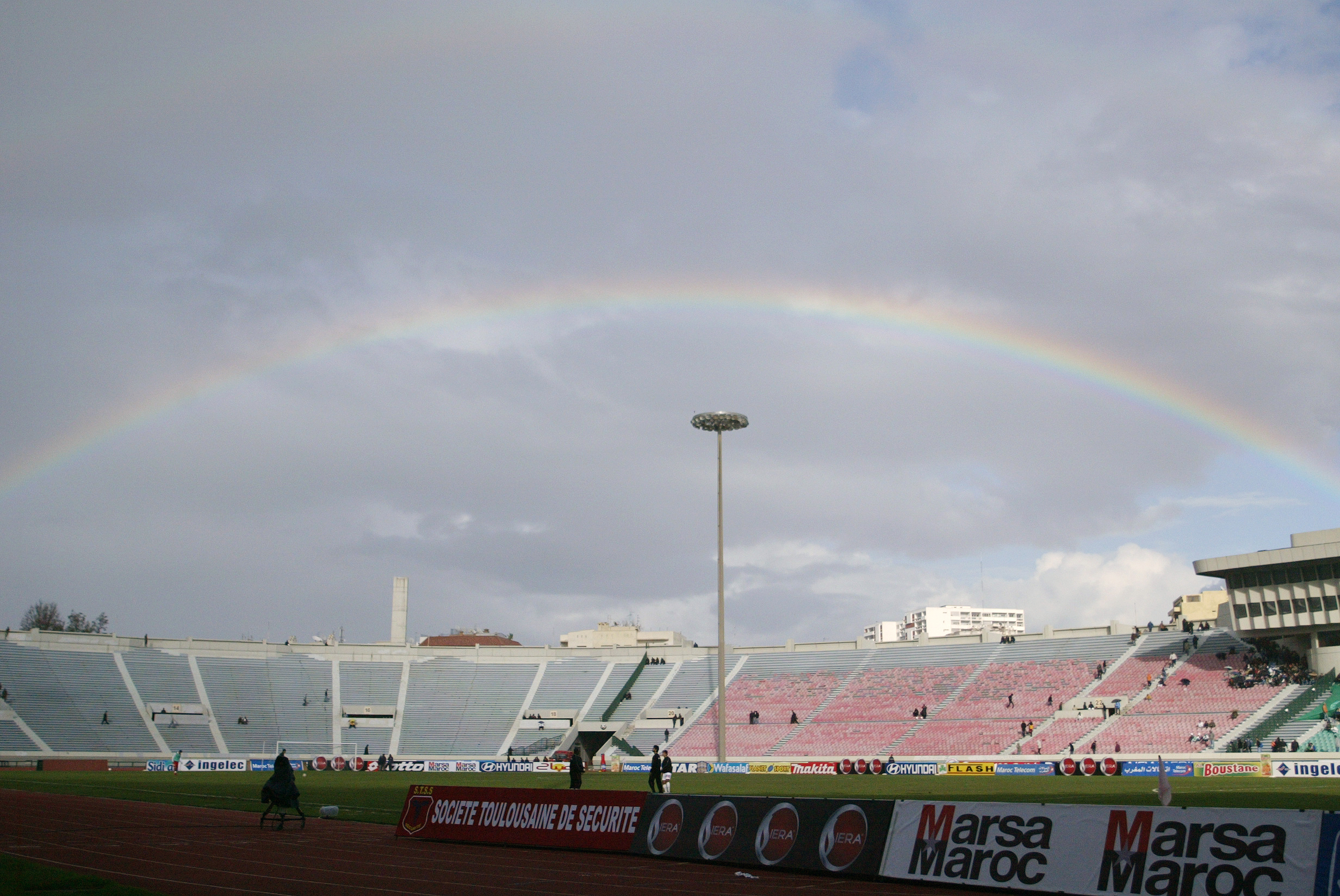
ملعب محمد الخامس

المركب الرياضي محمد الخامس بمدينة الدار البيضاء هو الملعب الرئيسي لمباراة الديربي، لكن أجريت عدة مباريات في ملاعب أخرى، وذلك لأسباب تتعلق بإصلاح المركب الرياضي محمد الخامس.

### الجماهير
ديربي الدار البيضاء ليس فقط مباراة على أرض الميدان، بل تتعدى ذلك إلى شوارع وأزقة المدينة، حيث أن أسبوعاً بل أسابيع قبل المباراة لا حديث إلا عن الديربي في الشوارع والمقاهي. وتشكل الطبقة الكادحة والشعبية الفئة الغالبة والأكثر تشجيعا للرجاء الرياضي والذي يعد معقله الأصلي هو حي درب السلطان الشعبي والشهير، بينما تعتبر غالبية جماهير الوداد منذ القدم من الطبقة المتوسطة والراقية بحكم أن معقل النادي هو المدينة القديمة التي كان يقطنها العائلات الراقية في فترة الحماية الفرنسية، وحديثا مع ظهور الألتراس أصبحت الاستعدادت تبدأ شهور قبل موعد المباراة من أجل تحضير وإنجاز التيفوهات التي أصبحت تعطي جمالية أخرى للمباراة